# Pierre-Étienne-Lazare Griffon de Romagné
Pierre Étienne Lazare Griffon, chevalier, seigneur de Romagné, des Mothais, Mezeron, Ponthezières et autres lieux, est un magistrat et homme politique français né le 18 décembre 1723 à Saint-Denis-d'Oléron (Charente-Maritime) et décédé le 27 janvier 1795.

## Biographie
Pierre-Étienne-Lazare Griffon de Romagné est le fils d'Étienne-François Griffon, sieur de Rivières, conseiller du roi, lieutenant-général criminel au présidial de La Rochelle, et d'Anne-Agathe Martin de Chassiron. Il est le cousin germain du maire de La Rochelle, Pierre-Jean-Baptiste Griffon.
Il entre dans la carrière judiciaire comme son père, est conseiller du roi et d'honneur, lieutenant du présidial de la Rochelle, et, le 12 décembre 1764, premier maire élu de La Rochelle en vertu de l'édit de Compiègne du mois d'août précédent. Cette élection n'est pas confirmée par le roi, dont le représentant, le maréchal de Senectère, gouverneur de La Rochelle, défend à l'ancien maire d'installer le dernier élu dans la charge, afférente à sa nouvelle dignité, de colonel des milices bourgeoises. L'élection est recommencée, et Griffon n'est pas choisi par le roi sur la liste des trois candidats présentés. Cette lutte avec la cour valut à Griffon une certaine popularité locale, sans le compromettre d'ailleurs vis-à-vis du pouvoir, car la faveur royale l'appelle, quelque temps après, aux fonctions de conseiller-maître en la Chambre des comptes de Paris. Il est également lieutenant général en la sénéchaussée et siège présidial de la ville et gouvernement de La Rochelle.
Électeur de la noblesse du bailliage de l'île d'Oléron au moment des États généraux, il préside l'assemblée électorale du tiers-état à La Rochelle, et, le 26 mars 1789, est élu premier député de ce dernier ordre aux États généraux pour la sénéchaussée de La Rochelle. Dans la séance préparatoire du tiers, à Versailles, le 1er juin suivant, il est nommé, par le privilège de l'âge, « adjoint du doyen des communes. » Il présente (15 décembre 1789), au comité chargé de la division du royaume en départements, avec ses collègues du pays d'Aunis, un « Mémoire» pour demander que l'Aunis, séparé de la Saintonge, fût appeler à former un département particulier, soit isolément, soit en y annexant l'île d'Oléron et une portion du Bas-Poitou. Son rôle fut d'ailleurs très effacé dans l'Assemblée, dont il est cependant un moment vice-président.
En 1791, il acquiert la terre de Gémozac et le château de La Salle (commune de Gémozac), en Saintonge, du vicomte de Bourdeilles.
En 1792, il est incarcéré à Brouage, comme suspect, et, rendu à la liberté, il serait hâté de partir en émigration, où il serait mort. Cette assertion communément admise de tous ses biographes est erronée. En effet, Pierre-Etienne-Lazare Griffon de Romagné est décédé le 27 janvier 1795, sur la commune de Saint-Xandre (Charente-Maritime), où il possédait la maison de maître des Mothais et l'ancienne seigneurie de Romagné.

## Sources
- « Pierre-Étienne-Lazare Griffon de Romagné », dans Adolphe Robert et Gaston Cougny, Dictionnaire des parlementaires français, Edgar Bourloton, 1889-1891 [détail de l’édition]